# Santa Fiora
Santa Fiora is een gemeente in de Italiaanse provincie Grosseto (regio Toscane) en telt 2821 inwoners (31-12-2004). De oppervlakte bedraagt 62,9 km², de bevolkingsdichtheid is 45 inwoners per km².
De volgende frazioni maken deel uit van de gemeente: Bagnolo, Bagnore, Marroneto, Selva.

## Demografie
Santa Fiora telt ongeveer 1377 huishoudens. Het aantal inwoners daalde in de periode 1991-2001 met 8,0% volgens cijfers uit de tienjaarlijkse volkstellingen van ISTAT.
| Jaar | Inwoneraantal |
| ---- | ------------- |
| 1991 | 3008          |
| 2001 | 2767          |

## Geografie
De gemeente ligt op ongeveer 687 meter boven zeeniveau. De bron van de rivier Fiora bevindt zich in de zuidelijke wijk Montecatino.
Santa Fiora grenst aan de volgende gemeenten: Abbadia San Salvatore (SI), Arcidosso, Castel del Piano, Castell'Azzara, Piancastagnaio (SI), Roccalbegna, Semproniano.

## Geboren in Santa Fiora
- Laura Morante (1956), actrice